# Place Benedetto Cairoli
La Piazza Benedetto Cairoli est une place de Rome, située entre les quartiers de Regola et de Sant'Eustachio.
La place tire son nom de Benedetto Cairoli (1825–1889), qui avait sa résidence ici, dans le palais Tanlongo, comme le rappelle également la plaque sur le palais.
Auparavant, elle s'appelait Piazza Tagliacozza en l'honneur d'Isabelle di Tagliacozzo (1241-1270), qui épousa le chef Napoleone Orsini (mort en 1282).

## Monuments
Sur la place se trouve une fontaine, érigée en 1888. La vasque en granit de Baveno provient du Forum romain.
On trouve également le monument au patriote et homme politique italien Federico Seismit-Doda (1825–1893), créé en 1919 par le sculpteur Eugenio Maccagnani (1852–1930).
Sur le côté nord de la place se trouve l'église San Carlo ai Catinari, construite entre 1612 et 1620, dont la façade en travertin est l'œuvre de Giovanni Battista Soria en 1638.
Sur le côté ouest de la place se trouve le Palazzo Santacroce alla Regola. La fontaine dans la cour du palais représente la déesse Vénus dans une coquille, flanquée de dauphins et de chérubins.

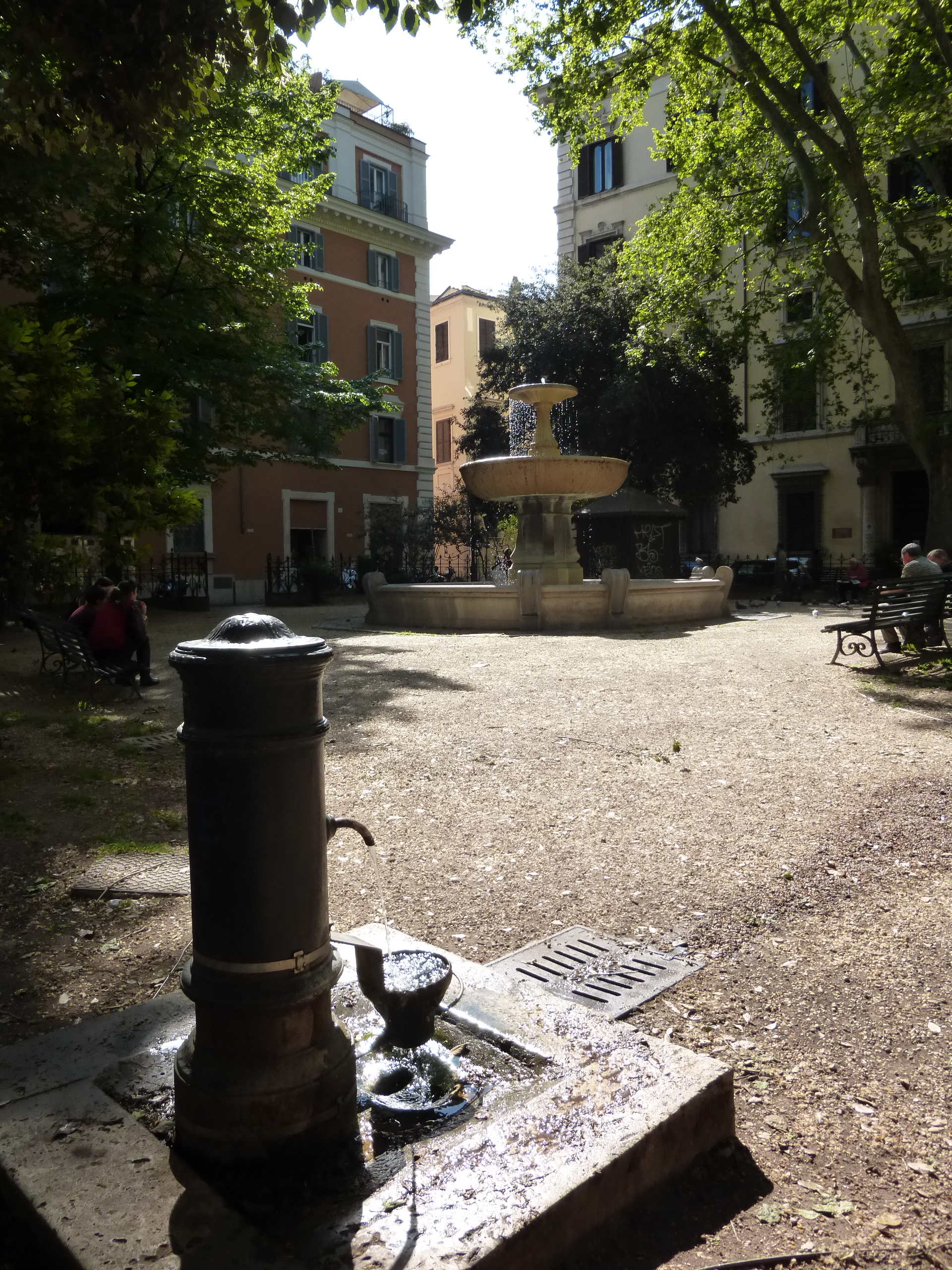
Square avec fontaine et Nasone.
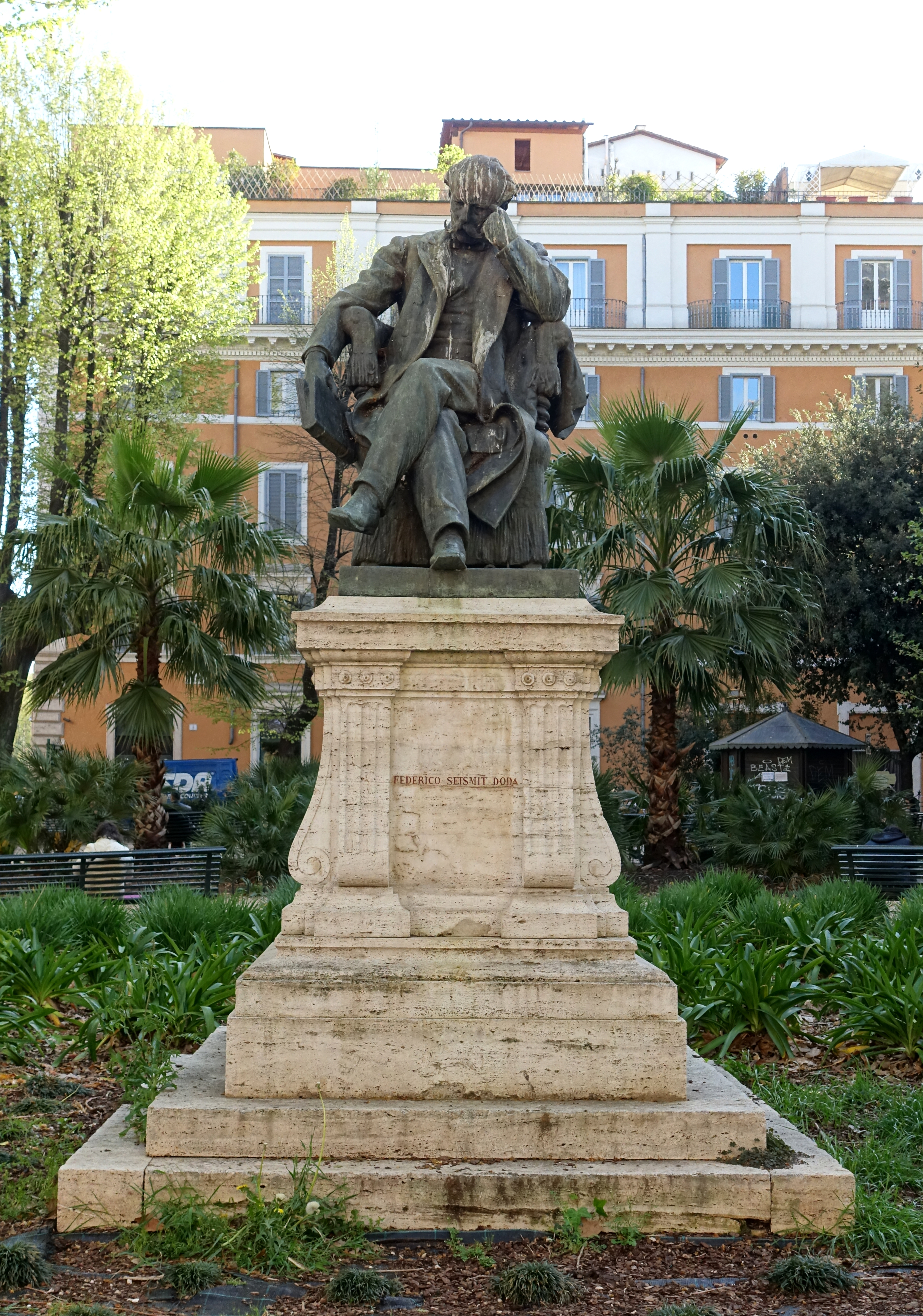
Monument à Federico Seismit-Doda.
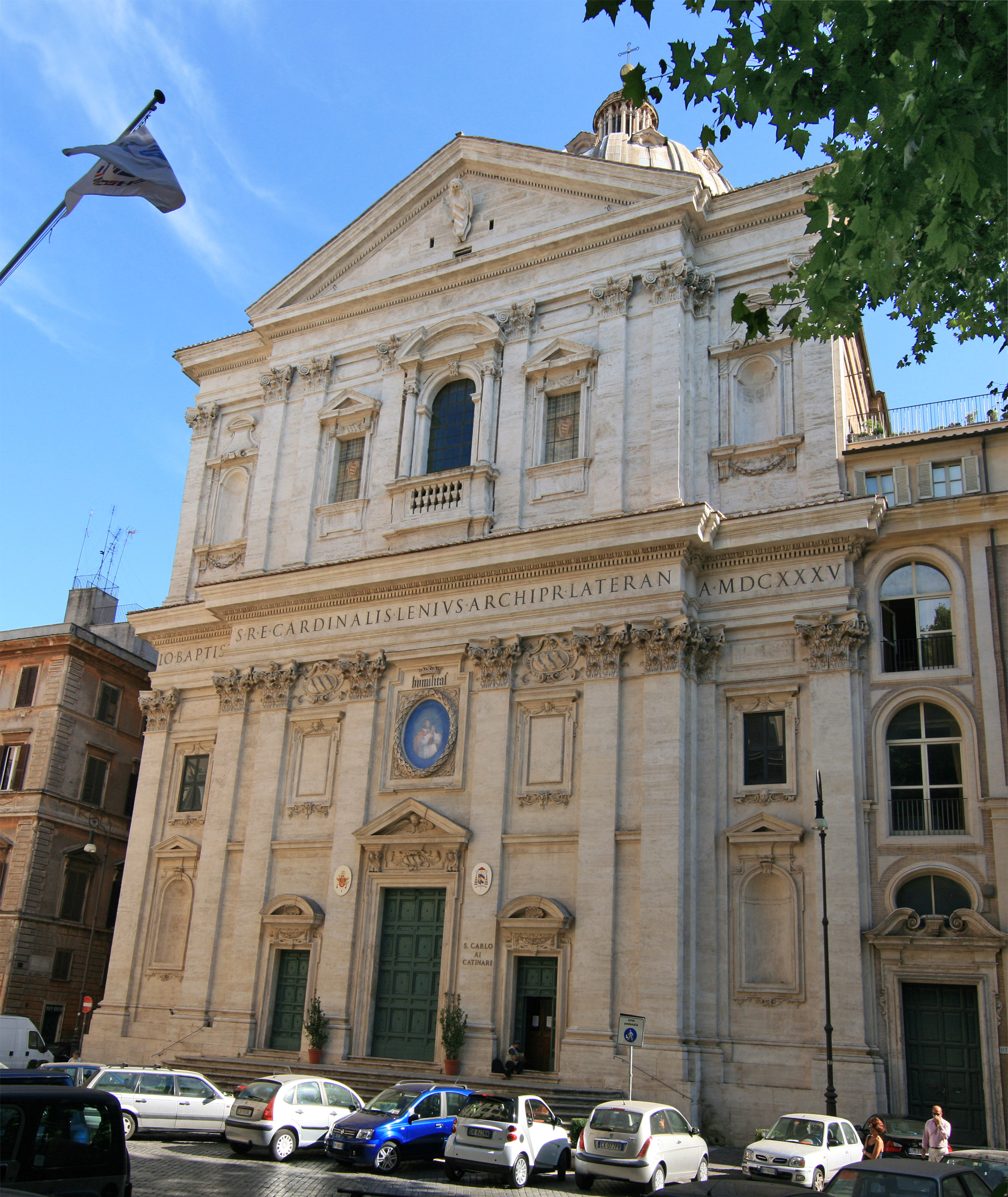
San Carlo ai Catinari.
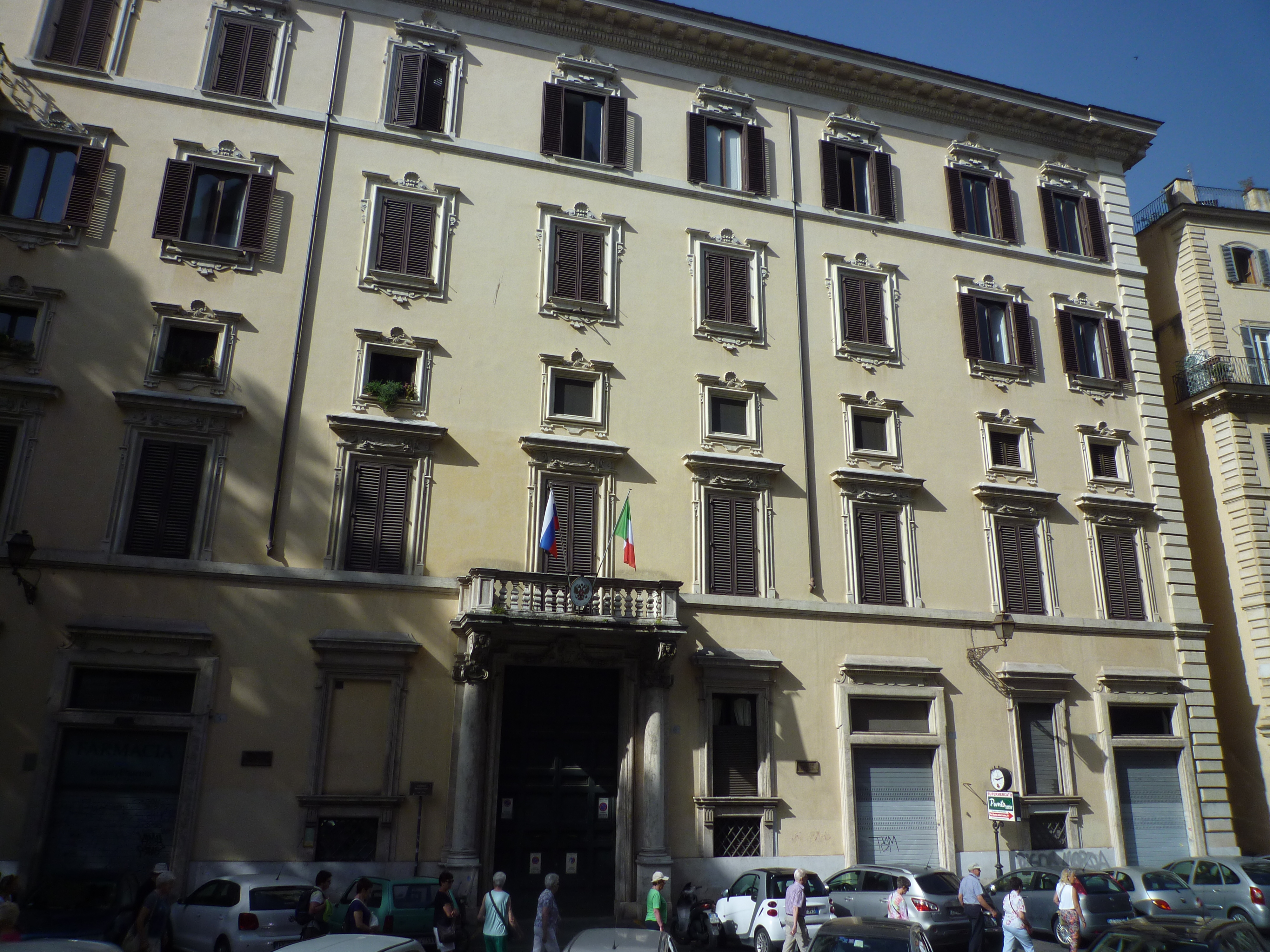
Palazzo Santacroce alla Regola.
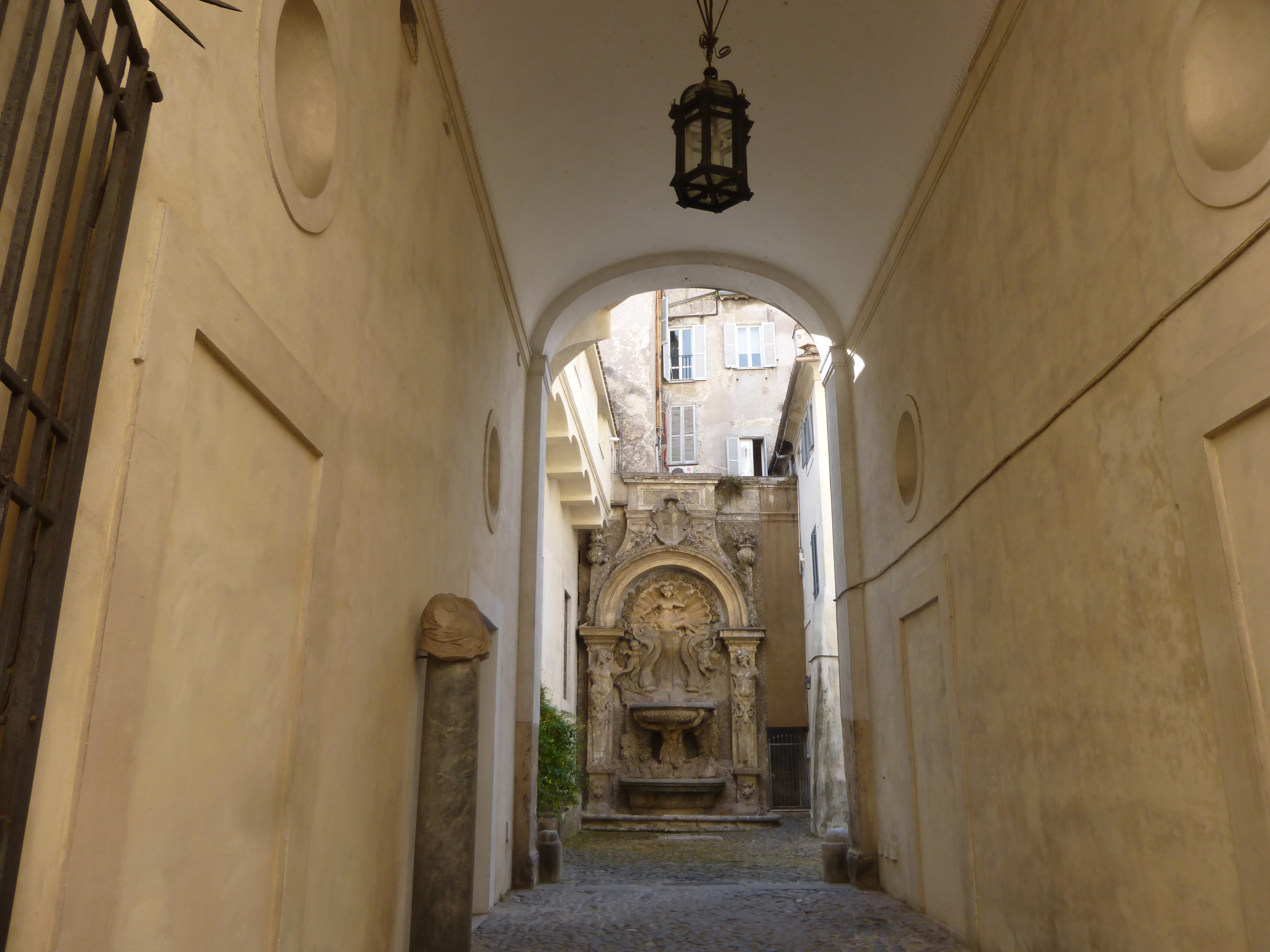
Nymphée de Vénus du Palazzo Santacroce alla Regola.